# Dischidia gibbifera
Dischidia gibbifera är en oleanderväxtart som beskrevs av Rudolf Schlechter. Dischidia gibbifera ingår i släktet Dischidia och familjen oleanderväxter. Inga underarter finns listade i Catalogue of Life.